# 高城みつ
高城 みつ（たかしろ みつ、2月20日 - ）は、日本の女性声優・舞台女優。宮城県石巻市出身。イエローテイル所属。

## 人物
宮城県石巻市出身。宮城県石巻女子高等学校（現・宮城県石巻好文館高等学校）卒業。2女の母。

## 出演
太字はメインキャラクター。

### テレビアニメ
- 東京マグニチュード8.0（2009年、看護師）

### 吹き替え
- 乱気流 タービュランス・アタック（ナンシー・カーター、ジャネット）
- かみさまへのてがみ（ジェイミー・リン、エミリー）
- コン・ティキ（トール（幼少期）、秘書、電話交換手）

### ボイスオーバー
- ポーン・スターズのお宝クイズ選手権（第8回）（オードリー）

### ゲーム
2007年
- 萌え萌え2次大戦(略) / デラックス（2007年 - 2009年、レント、ムスタング） - 4作品

2008年
- お掃除戦隊くりーんきーぱー / H（2008年 - 2009年、あにゃ） - 2作品

2009年
- カヌチ 黒き翼の章（ヒサミ・テオ）
- 世界はあたしでまわってる 光と闇のプリンセス（プリンセスカオス、孤独の魔女）
- 戦極姫〜戦乱に舞う乙女達〜（高橋招運、斉藤道三、下間頼廉）
- トリニティ・ユニバース（大女神）
- Starry☆Sky～After Winter～（雪子）
- クロヒョウ　龍が如く新章（土屋美佳）

2010年
- プリンセスラバー!〜Eternal Love For My Lady〜（和也）

2011年
- アンジェリーク 魔恋の六騎士
- 三極姫〜三国乱世・覇天の采配〜（趙雲子龍、鳳徳令明）
- 出撃!! 乙女たちの戦場2〜天翔ける衝撃の絆〜（リーリア）
- 萌え萌え大戦争☆げんだいばーん（2011年 - 2012年、グラーフ、ヤン） - 4作品

2012年
- 九十九姫（蓬莱）
- シンデレライナイン（リミナ・パステル）
- 限界凸騎 モンスターモンピース
- 戦極姫3〜天下を切り裂く光と影〜（織田信長、高橋紹運）
- バクダン★ハンダン

2014年
- 限界凸記 モエロクロニクル（織姫、エルフ）
- FLOWERS（2014年 - 2017年、ダリア＝バスキア） - 4作品

2017年
- グランブルーファンタジー（パメラの母 他）

### ドラマCD
2015年
- FLOWERS夏編 初回限定版付属ドラマCD『紅千鳥のハナコトバ』『怪談夜話 其の二』（ダリア＝バスキア）

### ボイスコミック
- 「モンスターシーカーは目立たない」ポーラ役

### ナレーション
- 社団法人日本釣用品工業会「ecoマーク推進CM」
- 「ファミリーマート ソフトバンクキャンペーン」CM（FM仙台）
- 「ネクスコ東日本」CM（文化放送・TBS・ラジオ日本・NACK5）

### 舞台
- 劇団Nadianne「絢爛とか爛漫とか」小林すえ役
- 劇団Nadianne「星のサロン」ローズ役（2021-2022年オンライン配信）
- 劇団Nadianne「Letter from Witches」リナ役（2023年）